# Dominique Marie Lê Hữu Cung
Dominique Marie Lê Hữu Cung (Xuân Phương, 12 marzo 1898 – Bùi Chu, 12 marzo 1987) è stato un vescovo cattolico vietnamita.

## Biografia
Dominique Marie Lê Hữu Cung nacque il 12 marzo 1898 a Xuân Phương, comune nel distretto di Xuân Trường della provincia di Nam Dinh in una devota famiglia cattolica con nove figli.
Dopo gli studi in seminario, fu ordinato presbitero il 14 giugno 1930. Dopo l'ordinazione sacerdotale, nel 1935, fu nominato direttore della scuola Tập mentre nel 1939 fu nominato parroco per la parrocchia di Trung Lao e l'anno successivo parroco anche della parrocchia di Trung Linh dal 1940 al 1942.
Nel 1942 fu nominato superiore per la scuola Trung Linh e in tale periodo incoraggiò la devozione per il Sacro Cuore di Gesù di cui scrisse e pubblicò anche alcuni testi.
Nel 1945, fu nominato parroco per la parrocchia di Tương Nam, dove fondò nello stesso anno un orfanotrofio per i bambini abbandonati e colpiti dalla carestia di quell'anno. Fu proprio durante quel grave evento che diede prova di grande generosità cucinando personalmente i pasti per i tantissimi affamati che chiedevano cibo, indipendentemente dalla religione d'appartenenza. Grazie al suo operato, molti si convertirono al cattolicesimo.
Fu infine nominato parroco per la parrocchia di Tứ Trùng e in seguito fu trasferito alla parrocchia di Phú Nhai mentre nel 1960 venne nominato vicario generale di Bùi Chu. Svolse il suo ruolo di pastore con abnegazione, arrivando persino a sostenere le confessioni di notte e celebrando diverse messe ininterrottamente per ore.
Il 28 aprile 1975 papa Paolo VI lo nominò vescovo di Bùi Chu. Ricevette l'ordinazione episcopale il 29 giugno successivo nella cattedrale di Hanoi per imposizione delle mani del cardinale Joseph Marie Trịnh Như Khuê.
Gli anni in cui svolse il suo ministero furono estremamente difficili. Il territorio della diocesi di Bùi Chu essendo situato nel nord, subì anni di gravi persecuzioni dal governo e, dopo la riunificazione del Vietnam, la situazione si inasprì ulteriormente. Spesso si vide costretto ad agire in segreto, ordinando nuovi preti all'insaputa delle autorità civili.
Fu un esempio di grande generosità per i fedeli, ricordato per l'abitudine di donare ogni domenica del denaro a tutti i poveri che si rivolgevano a lui per un aiuto.
Dopo aver governato la diocesi per dodici anni nonostante la cattiva salute di cui soffriva da anni, morì a Bùi Chu il 12 marzo 1987, giorno del suo ottantanovesimo compleanno.

## Genealogia episcopale
La genealogia episcopale è:
- Cardinale Scipione Rebiba
- Cardinale Giulio Antonio Santori
- Cardinale Girolamo Bernerio, O.P.
- Vescovo Claudio Rangoni
- Arcivescovo Wawrzyniec Gembicki
- Arcivescovo Jan Wężyk
- Vescovo Piotr Gembicki
- Vescovo Jan Gembicki
- Vescovo Bonawentura Madaliński
- Vescovo Jan Małachowski
- Arcivescovo Stanisław Szembek
- Vescovo Felicjan Konstanty Szaniawski
- Vescovo Andrzej Stanisław Załuski
- Arcivescovo Adam Ignacy Komorowski
- Arcivescovo Władysław Aleksander Łubieński
- Vescovo Andrzej Stanisław Młodziejowski
- Arcivescovo Kasper Kazimierz Cieciszowski
- Vescovo Franciszek Borgiasz Mackiewicz
- Vescovo Michał Piwnicki
- Arcivescovo Ignacy Ludwik Pawłowski
- Arcivescovo Kazimierz Roch Dmochowski
- Arcivescovo Wacław Żyliński
- Vescovo Aleksander Kazimierz Bereśniewicz
- Arcivescovo Szymon Marcin Kozłowski
- Vescovo Mečislovas Leonardas Paliulionis
- Arcivescovo Bolesław Hieronim Kłopotowski
- Arcivescovo Jerzy Józef Elizeusz Szembek
- Vescovo Stanisław Kazimierz Zdzitowiecki
- Cardinale Aleksander Kakowski
- Papa Pio XI
- Vescovo Jean-Baptiste Nguyễn Bá Tòng
- Vescovo Thaddée Anselme Lê Hữu Từ, O.Cist.
- Cardinale Joseph Marie Trịnh Như Khuê
- Vescovo Dominique Marie Lê Hữu Cung